# Semiothisa albogrisearia
Semiothisa albogrisearia är en fjärilsart som beskrevs av Paul Mabille 1900. Semiothisa albogrisearia ingår i släktet Semiothisa och familjen mätare. Inga underarter finns listade i Catalogue of Life.